# Хярмя
Хя́рмя (эст. Härmä), ранее Хя́рма (эст. Härma) — деревня в волости Сетомаа уезда Вырумаа, Эстония. Исторически относится к нулку Мокорнулк.
До административной реформы местных самоуправлений Эстонии 2017 года входила в состав волости Меремяэ (упразднена).

## География и описание
Расположена в 21 километре к востоку от уездного центра — города Выру и в 7 километрах от российско-эстонской границы. Расстояние до волостного центра — посёлка Вярска — 23 километра. Высота над уровнем моря — 118 метров.
Климат переходный от морского к континентальному. Официальный язык — эстонский. Почтовый индекс — 65361.

## Население
По данным переписи населения 2011 года, в Хярмя проживали 6 человек, все — эстонцы (сету в перечне национальностей выделены не были).
Численность населения деревни Хярмя по данным переписей населения СССР и Департамента статистики Эстонии:
| Год  | 1959 | 1970 | 2000 | 2011 | 2017 | 2018 | 2019 | 2020 | 2021 |
| ---- | ---- | ---- | ---- | ---- | ---- | ---- | ---- | ---- | ---- |
| Чел. | 24   | ↘ 14 | ↘ 9  | ↘ 6  | ↗ 7  | ↗ 9  | ↘ 8  | → 8  | ↘ 7  |

## История
В письменных источниках 1585–1587 годов упоминается Горемыкино, 1627 года — Горемыкина, 1874 года — Härmä, 1882 года — Старое Горемыкино, 1885 года — Härme, 1897 года — Häärme, 1904 года — Härmä, Горемы́кино, примерно 1920 года — Härma, 1922 года — Härma-Suure.

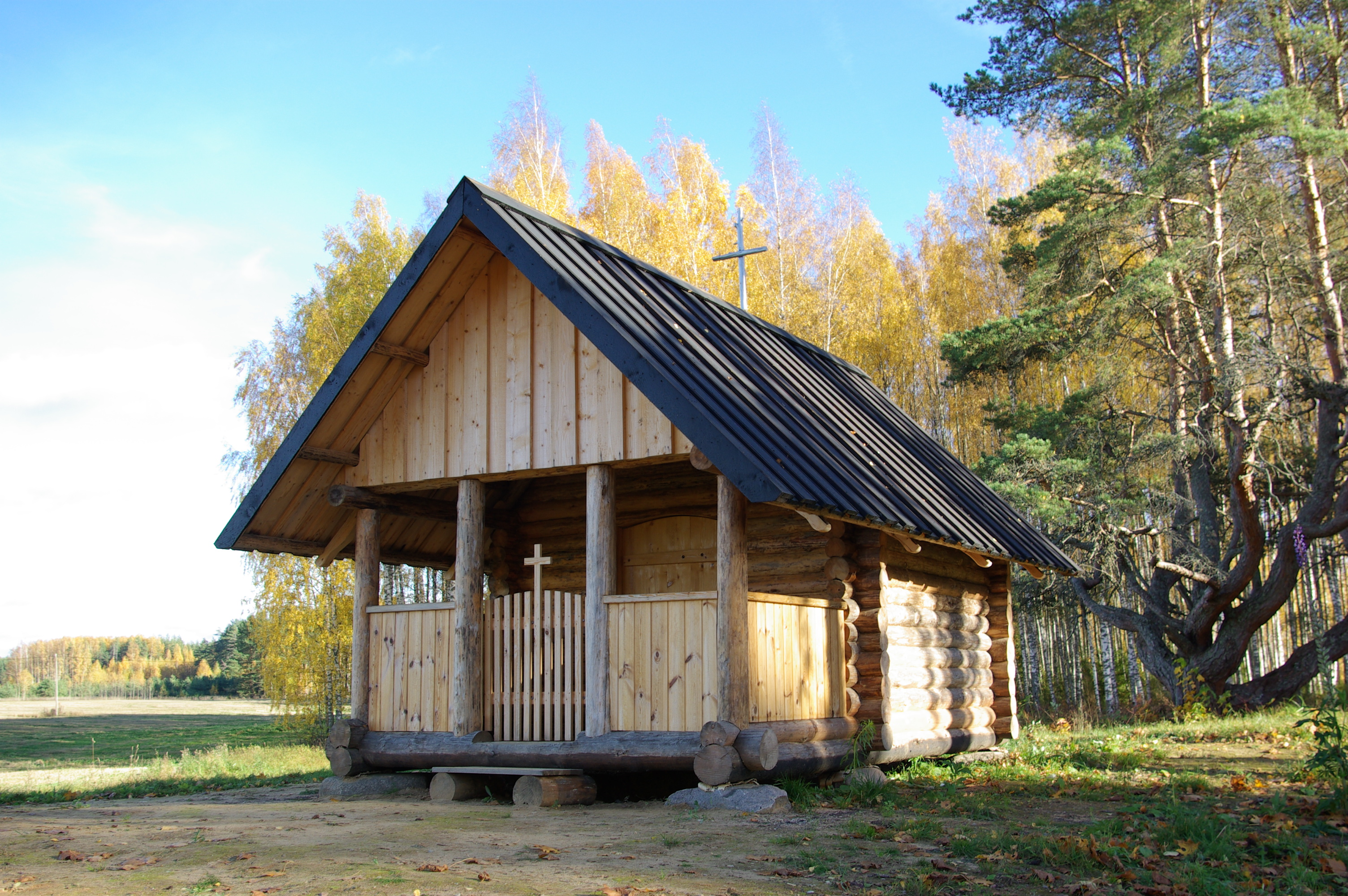
Часовня Хярмя осенью 2013 года

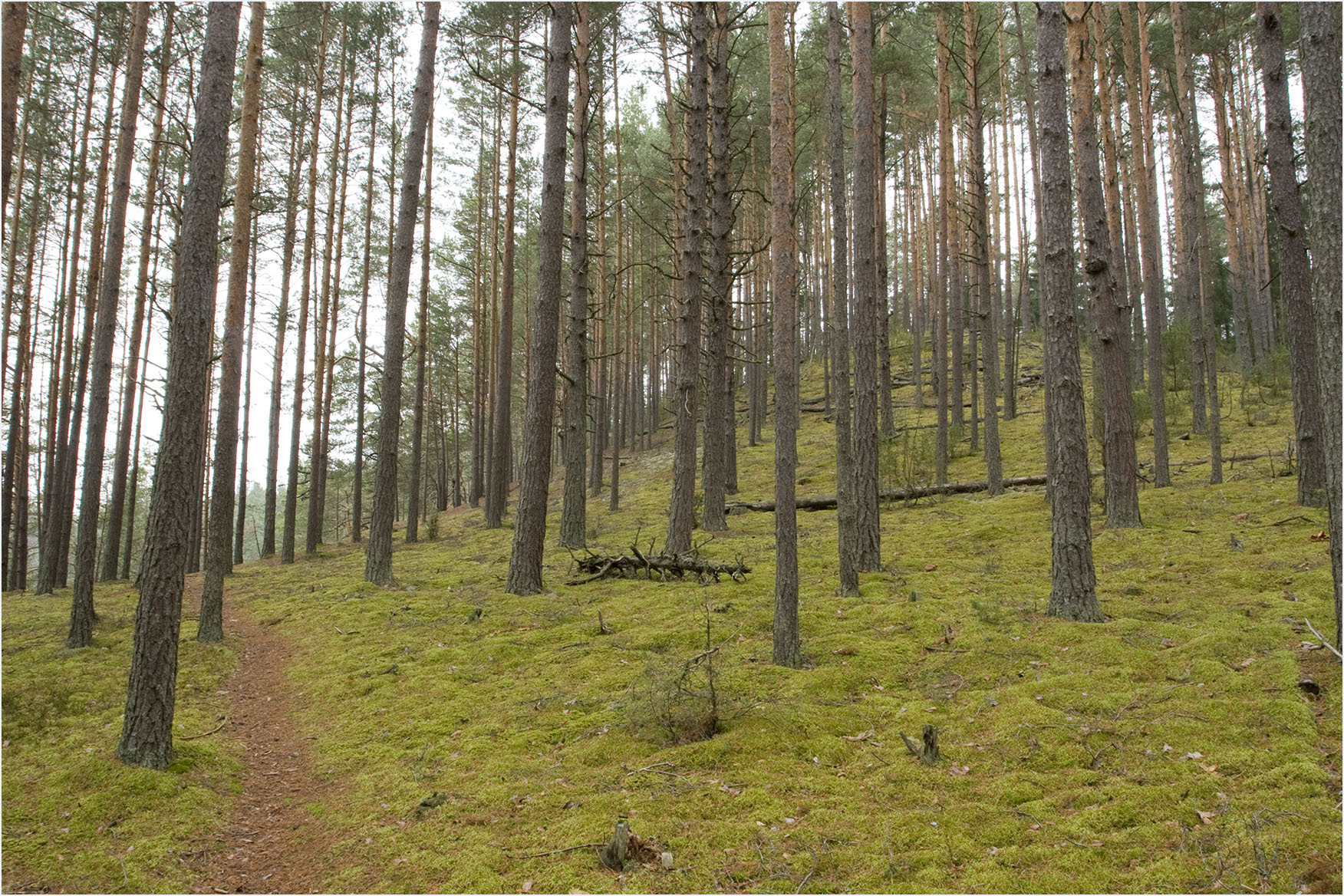
Сосновый лес в деревне Хярмя

На военно-топографических картах Российской империи (1866–1867 годы), в состав которой входила Лифляндская губерния, деревня обозначена как Горемыкина.
До 1585 года деревня принадлежала псковскому тысяцкому Фёдору Соловцову, затем — Псково-Печерскому монастырю. В XVIII веке относилась к Тайловскому приходу (эст. Taeluva kogudus), в XIX век]е входила в общину Обиница (эст. Obinitsa kogukond).
В 1977–1997 годах частью деревни Хярмя была деревня Линдси.
В деревне есть часовня сету (цяссон). Она построена в 2012 году на месте на месте несколько столетий назад разрушенной часовни жителями Хярмя и окрестных деревень под руководством Маргуса Тиммо (Margus Timmo).
На территории деревни растёт сосна Хярмя Калмепетяй (эст. Härmä Kalmepetäi), также Kalmotopettäi, Kalmõtõpettäi) — священное дерево, внесённое в Государственный регистр памятников культуры Эстонии как памятник археологии. Согласно местному фольклору, внутри этой сосны обитал клещ, который собирал богатство своему владельцу. Известно, что в определённый день — 21 декабря — у сосны проводились специальные обряды и приносились жертвы.

## Происхождение топонима
Русское название Горемыкино встречается в России в разных модификациях. Горемыкины — это известный древний дворянский род. Фамилия происходит, вероятно, от слова «горе»; так могли называть несчастного человека, и это было эвфемизмом. Личное имя Горемыка и фамилия Горемыкин встречается в русских грамотах уже в XV веке. Начальная часть имени (Горемык-) могла в эстонском произношении трансформироваться в личное имя Хярм: Горем- → Härm-.
Эстонский топоним может происходить от личного имени Херман: Herman ~ Härm. Название встречается и в других местах Сетомаа: в волости Микитамяэ была пустошь Хярмя; к югу от деревни Хярмя расположена деревня Вяйко-Хярмя (эст. Väiko-Härmä).

## Комментарии
1. ↑  Эстонские топонимы, оканчивающиеся на -а, не склоняются и не имеют женского рода (исключение — Нарва)[8].